# Elgin, Illinois
Elgin (uttalas [ˈɛldʒɪn]) är en stad 65 km nordväst om Chicago vid Fox River. Större delen av Elgin ligger i Kane County, med en mindre del i Cook County. År 2000 hade staden totalt 94 487 invånare, vilket gjorde den till den åttonde största staden i Illinois. 
2005 översteg Elgin's invånarantal 100 000, och Northeastern Illinois Planning Commission förutspår att Elgin kommer att ha 167 375 invånare 2030. 